# Schneckenbuntbarsch

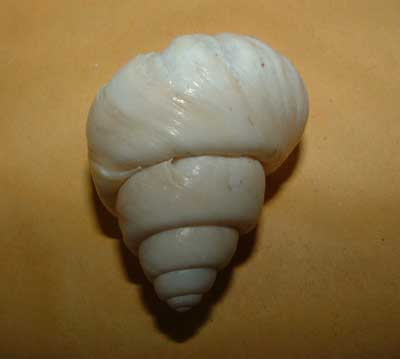
Schneckengehäuse von Neothauma tanganyicense

Als Schneckenbuntbarsche werden einige im ostafrikanischen Tanganjikasee endemische, höhlenbrütende Buntbarscharten bezeichnet, die ihre Eier in leere Schneckengehäuse von Neothauma tanganyicense oder von den Gattungen Lavigeria, Paramelania oder Pila legen. In einigen Fällen werden die Männchen dieser Buntbarsche deutlich größer (Geschlechtsdimorphismus), so dass sie nicht in das Schneckengehäuse passen und die Brutpflege nur vom Weibchen übernommen wird, während die Männchen das Revier verteidigen.
Wegen ihres interessanten Fortpflanzungsverhaltens und ihrer geringen Größe werden die Tanganjika-Schneckenbarsche häufig in Aquarien gehalten.
Schneckenbuntbarsche gibt es in fünf lamprologinen Gattungen:
- Altolamprologus
  - Altolamprologus sp. "shell" (bisher unbeschrieben)
- Lamprologus
  - Lamprologus callipterus
  - Lamprologus laparogramma
  - Lamprologus lemairii
  - Lamprologus meleagris
  - Lamprologus ocellatus
  - Lamprologus ornatipinnis
  - Lamprologus signatus
  - Lamprologus speciosus
- Lepidiolamprologus
  - Lepidiolamprologus attenuatus
  - Lepidiolamprologus boulengeri
- Neolamprologus
  - Neolamprologus brevis
  - Neolamprologus calliurus
  - Neolamprologus caudopunctatus
  - Neolamprologus hecqui
  - Neolamprologus fasciatus
  - Neolamprologus meeli
  - Neolamprologus multifasciatus
  - Neolamprologus similis
  - Neolamprologus wauthioni
- Telmatochromis
  - Telmatochromis bifrenatus
  - Telmatochromis brichardi
  - Telmatochromis dhonti
  - Telmatochromis temporalis (Die Art hat zwei genetisch und in ihrer Körpergröße unterschiedliche Morphen, von denen eine Felsregionen, die andere Schneckengehäuse bewohnt[1])
  - Telmatochromis vittatus

Maylandia lanisticola, eine im Malawisee endemische Buntbarschart, wird im deutschen oft als Kleiner Schneckenbuntbarsch oder Malawi-Schneckenbuntbarsch bezeichnet. Diese Art sowie Maylandia livingstonii nutzen Schneckengehäuse der Gattung Lanistes jedoch nur als Versteck und pflegen ihre Brut als Maulbrüter.